# كريستيانا شتورمر
كريستيانا شتورمر (9. يونيو في لينتس، النمسا العليا). مغنية بوب روك نمساوية. منذ مشاركتها في مسابقة كشف المواهب  على قناة أو أر أف 1 (2003) والمنشورات اللاحقة في البلدان الناطقة بالألمانية أستطاعت مبيعاتها أن تتعدى الـ 1.5 مليون أسطوانة.

## روابط خارجية
- كريستيانا شتورمر على موقع IMDb (الإنجليزية)
- كريستيانا شتورمر على موقع ميوزك برينز (الإنجليزية)
- كريستيانا شتورمر على موقع أول ميوزيك (الإنجليزية)
- كريستيانا شتورمر على موقع ديسكوغز (الإنجليزية)